# حدأة (جنس)
حِدَأَة جنس من عمارة الحداء وفصيلة الصقريات، متوسطة الحجم. كنيتها أبو الخطاف وأبو الصلت. جميع أنواعها من كواسر المناطق الحارة والمعتدلة. أخلاقها شرسة أجسامها رشيقة سواقطها مستطيلة أذنابها فارقة أرساغها قصيرة.

## الأنواع
| صورة | الاسم العلمي     | اسم شائع   | توزيع                                                                                          |
| ---- | ---------------- | ---------- | ---------------------------------------------------------------------------------------------- |
|      | Milvus milvus    | حدأة حمراء | غرب أوروبا وشمال غرب أفريقيا ،                                                                 |
|      | Milvus migrans   | حدأة سوداء | أوراسيا وأجزاء من أستراليا وأُقْيَنُسْيَة                                                            |
|      | Milvus aegyptius | حدأة مصرية | أفريقيا جنوب الصحراء الكبرى (بما في ذلك مدغشقر) ، باستثناء حوض الكونغو (مع هجرات داخل أفريقيا) |